# 典史
典史是中國古代官制，设于州县，屬於地方官，被稱作县令的佐杂官，別稱捕廳、右堂、廉捕、少尉、少尹、少府。:288

## 歷史
典史始设于元朝，原本職責是「典文儀出納」。明清两代均有设置典史，掌管缉捕、稽查狱囚，属于未入流（九品之下）的文职外官，但在县里的县丞、主薄等职位裁并时，其职责由典史兼任。因此典史职务均由吏部铨选，皇帝签批任命，属于“朝廷命官”。
洪武十三年，典史的月俸是月米三石。清代典史年俸银31两5钱2分，
养廉银80两。

## 著名人物
明末著名抗清英雄江阴县典史陳明遇、阎应元。

## 外部連結
- 典史 （页面存档备份，存于）